# Vipshop
Vipshop (în chineză: 唯品会; pinyin: Wei Pin Hui) este o companie chineză care operează site-ul de comerț electronic VIP.com (fostul Vipshop.com) specializată în vânzări online cu reduceri. Vipshop are sediul în Guangzhou, Guangdong, China și a fost listat la Bursa de Valori din New York (NYSE) pe 23 martie 2012. În 2017, Vipshop avea 52,1 milioane de clienți și au fost 269,8 milioane de comenzi pentru anul 2016. După Tmall și JD.com, este acum al treilea cel mai mare site de comerț electronic din China.
Potrivit revistei Fortune din SUA, VIP.com s-a clasat pe locul 115 în lista sa din China 500 din 2017, precum și pe locul 3 în topul comerțului electronic B2C. Top 250 Global Powers of Retailing din 2017, scris în colaborare de Deloitte și STORES Media, a inclus VIP.com drept retailer cu cea mai rapidă creștere din lume. Și în Topul BrandZ™ Top 100 Cele mai valoroase mărci chinezești 2017, VIP.com s-a clasat pe locul 40.

## Istorie
- 8 decembrie 2008: Vipshop.com a intrat online

- 2010 și 2011: s-au finalizat 2 runde de finanțare VC la 70 de milioane de dolari SUA

- Martie 2012: Listat la Bursa de Valori din New York (VIPS)

- Noiembrie 2013: Și-a schimbat numele de domeniu în VIP.com

- Septembrie 2014: Lansarea VIP International

- 2015: A început să conducă propriul sistem de logistică și distribuție

- 2016: S-a lansat afacerea de finanțare prin INTERNET „Wei pin Hua” (chineză: 唯品花; pinyin: Wei Pin Hua)

- 2017: S-a anunțat că va separa serviciul de finanțare și va reconstrui afacerea de logistică

## Modele de vânzări
Potrivit I Research, modelul de vânzări cu reduceri online al companiei VIP.com este unul dintre cele trei modele de comerț electronic mainstream din China (celelalte două sunt modelul de piață al lui Tmall și modelul general B2C al lui JD). VIP.com este pe locul 1 pe piața de reduceri online din China, cu o cotă de piață de 38,1%.
Conform „Raportului de monitorizare a cotei de piață a cumpărăturilor online B2C din China” din 2015 T3-2016 T4, publicat de Analysys, VIP.com s-a clasat pe locul 3 în ceea ce privește cota de piață B2C consecutiv în ultimele 6 trimestre. VIP.com a devenit cea mai mare platformă de vânzare flash din lume, precum și al treilea cel mai mare retailer online din China.

## Statistici
Potrivit VIP.com, peste 20.000 de mărci au cooperat cu VIP.com, servind peste 300 de milioane de utilizatori din toată China; din total, peste 2.200 de mărci au dezvoltat o cooperare online exclusivă cu VIP.com. După Tmall și JingDong, VIP.com este acum al treilea cel mai mare site de comerț electronic din China.
În 2016, VIP.com a raportat un venit net anual de 2,73 miliarde USD și un total de 269,8 milioane de comenzi.
Începând cu 31 martie 2017, VIP.com a fost profitabil timp de 18 trimestre consecutive.[9]
Veniturile VIP.com în primul trimestru al anului 2020 au atins doar 18,8 miliarde CN¥. Rata anuală a veniturilor din primul trimestru este de -11,85% comparativ cu 2019.
În august 2020, VIP.com a lansat raportul financiar pentru al doilea trimestru, cu un venit net de 24,1 miliarde CN¥ și un profit net de 1,536 miliarde CN¥.

## Servicii financiare
VIP.com construiește o platformă de servicii financiare pentru a oferi utilizatorilor servicii de finanțare, finanțare în lanțul de aprovizionare, plată, management financiar și asigurări.
Internet Finance Division a fost înființat la sfârșitul anului 2015. Cu o dezvoltare de un an, „VIP Expense”, un produs de finanțare de consum, a atras 5 milioane de noi utilizatori. În prezent, 15% din comenzile de la Vip.com sunt plătite prin „Cheltuielile VIP”.
În perioada de vânzări pentru aniversarea „12.8” din 2016, valoarea medie a tranzacției per client plătită prin „Cheltuielile VIP” a fost cu 45% mai mare decât cea a tranzacției totale, iar rata de activitate a utilizatorilor sa îmbunătățit cu 27%.
În 2016, creșterea medie lunară a utilizatorilor noi pentru „Cheltuielile VIP” a fost peste 30%.
1. ↑  Global LEI index, accesat în 17 septembrie 2024